# Peucephila
Peucephila là một chi bướm đêm thuộc họ Noctuidae.